# Andreas Goldberger
Andreas Goldberger (Ried im Innkreis, Opper-Oostenrijk, 29 november 1972) is een voormalige Oostenrijkse schansspringer. Hij was een van de meest succesrijke schansspringers in de periode 1992-2000 en ook een van de meest populaire door zijn immer opgewekte verschijning. Hij kreeg de bijnaam "Goldi".
In 1997 werd hij voor zes maanden geschorst nadat hij op zaterdag 19 april van dat jaar in een tv-interview had bekend cocaïne te hebben genomen bij een bezoek aan een disco. Na het tv-optreden besloot de Oostenrijkse skifederatie hem voorlopig te schorsen. Hij kwam echter terug in het Oostenrijkse team, maar kon nadien geen individuele successen meer behalen.
Na veertien seizoenen in de Wereldbeker plaatste "Andi" Goldberger een punt achter zijn carrière, op 29 mei 2005. Daarna ging hij werken in het bedrijf van zijn manager Edi Federer en als expert co-commentator voor het schansspringen bij de Oostenrijkse televisie ORF.

## Erelijst
- 20 overwinningen in wedstrijden voor de Wereldbeker schansspringen.
- Eindwinnaar van de Wereldbeker schansspringen in de seizoenen 1992/93, 1994/95, en 1995/96
- Gouden medaille bij het Wereldkampioenschap skivliegen in Bad Mitterndorf in 1996.
- Winnaar van de wereldbeker skivliegen in 1995 en 1996.
- Winnaar van het Vierschansentoernooi in 1992/93 en 1994/95.
- 1 × goud, 2 × zilver en 4 × brons bij wereldkampioenschappen noords skiën.
- 2 bronzen medailles op de Olympische Winterspelen 1994 (K120-schans individueel en per team).

In 2000 verbeterde Goldberger het wereldrecord skivliegen met een sprong van 225 meter in Planica. Hij had al in 1994 in Planica als eerste mens meer dan 200 meter ver gesprongen, maar toen moest hij zijn handen op de sneeuw zetten en kon de sprong niet officieel erkend worden.